# Xã Upper Mount Bethel, Quận Northampton, Pennsylvania
Xã Upper Mount Bethel (tiếng Anh: Upper Mount Bethel Township) là một xã thuộc quận Northampton, tiểu bang Pennsylvania, Hoa Kỳ. Năm 2010, dân số của xã này là 6.706 người.